# برادران بلوم
برادران بلوم (به انگلیسی: The Bloom Brothers) نام یک فیلم کمدی درام و جنایی محصول سال ۲۰۰۹ است. کارگردانی این فیلم بر عهده رایان جوهانسن بوده و از بازیگران فیلم می‌توان به ریچل وایس، مارک رافالو و آدرین برودی اشاره کرد.
این فیلم همکاری مشترک آمریکا و انگلستان است. البته فرانسوی‌ها هم بخشی از هزینه تولید فیلم را بر عهده داشته‌اند. فیلم همچنین دومین فیلم رایان جانسن بعد از آجر است.
برادران بلوم در ابتدا قرار بود در دسامبر ۲۰۰۸ اکران شود تا در اسکار هم شاید سهمی داشته باشد اما کران آن به ۲۹ می ۲۰۰۹ به تعویق افتاد.

## داستان
استیون و بلوم دو برادر جنایتکار هستند. آنها می‌خواهند بعد از مدتها یک زندگی آرام داشته باشند و حالا می‌خواهند آخرین کار خود را انجام دهند. استیون برادر یزرگتر و زبان باز است. او زن‌ها را برای برادر کوچکترش انتخاب می‌کند و زیر نظر می‌گیرد. این ساکتی و آرامش و درخود بودن برادر کوچکتر است که زنها را شیفته خودش می‌کند. یک خلافکار شرقی به نام بنگ بنگ هم آنها را همراهی می‌کند.
بعنوان آخرین کار خود باید یک زن میلیونر عجیب و غریب به نام پنه لوپهاسمیت را همراهی کنند. پنه لوپه وارث یک ثروت بزرگ است و می‌خواهد راهی اروپا شود. برادران بلوم و بنگ بنگ هم که قصد سرکیسه کردن او را دارند به همرا هاو دست به این ماجراجویی می‌زنند. اما کسانی هم که نمی‌خواهند ثروت بدست پنه لوپه برسد آنها را تعقیب می‌کنند. چنان این ماجراجویی خطرناک و پیچید همی شود که برادران بلوم خود در خطر می‌افتند و پنه لوپه ماجراجو است که آنها را نجات می‌دهد! تا اینکه…

## بازیگران
- ریچل وایس در نقش پنه لوپه
- آدرین برودی در نقش بلوم.
- مارک رافالو در نقش استیون.
- رینکو کیکوچی در نقش بنگ بنگ.
- رابی کالتران در نقش کتابدار.[۷]